# Internationaler Alexander Langer Preis
Der Internationale Alexander Langer Preis, nach Alexander Langer benannt, wird von der Alexander Langer Stiftung (Bozen, Südtirol) seit 1997 jährlich vergeben.
Der Preis wird an Projekte und Personen vergeben, „die durch mutige Entscheidungen, unabhängiges Denken und starke soziale Einbindung imstande sind, emblematische Situationen und neue Wege anzuzeigen“.
Der Preis ist von der Stiftung Südtiroler Sparkasse mit 10.000 Euro dotiert.

## Preisträger
- 1997: Khalida Toumi Messaoudi, Algerien
- 1998: Jacqueline Mukansonera und Yolande Mukagasana, Ruanda
- 1999: Ding Zilin und Jiang Peikun, China
- 2000: Natasa Kandic, Serbia/Vjosa Dobruna, Kosovo
- 2001: Sami Adwan, Palästina und Dan Bar-On, Israel
- 2002: Esperanza Martínez, Quito, Ecuador
- 2003: Gabriele Bortolozzo, Porto Marghera, Italien
- 2004: Fondazione Pogranicze, Sejny, Polen
- 2005: Irfanka Pašagic, Srebrenica, Bosnien
- 2006: Ibu Robin Lim, Bali, Indonesien
- 2007: Zackie Achmat, Kapstadt, Südafrika
- 2008: Dorf Ayuub, Somalia
- 2009: Narges Mohammadi, Iran
- 2010: Fondazione Stava 1985 Onlus, Italien
- 2011: Elane Printemps Dadoue FDDPA, Haiti
- 2012: Organisation Tunisienne des Femmes démocrates, Tunesien
- 2013: Donatori di musica, Italien
- 2014: Borderline  Sicilia, Italien
- 2015: Adopt Srebrenica
- 2017: Angalià, Griechenland, und Associazione per gli Studi Giuridici sull’Immigrazione (ASGI), Italien
- 2018: Arava[1]
- 2023: Olga Karatch
- 2024: Israel und Westjordanland